# Список монархів королівства Томонд

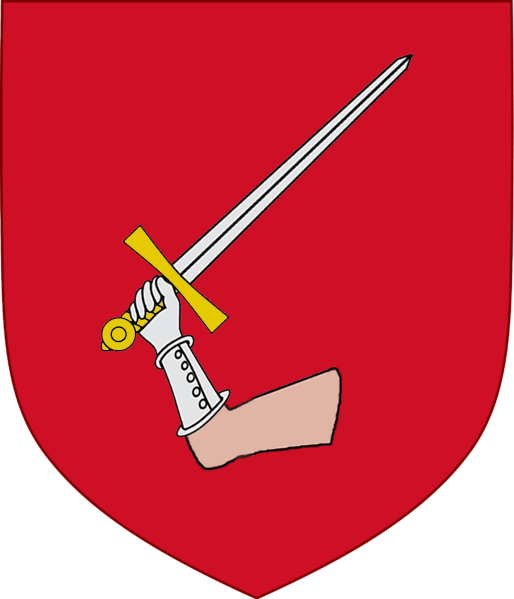
Герб королівства Томонд.

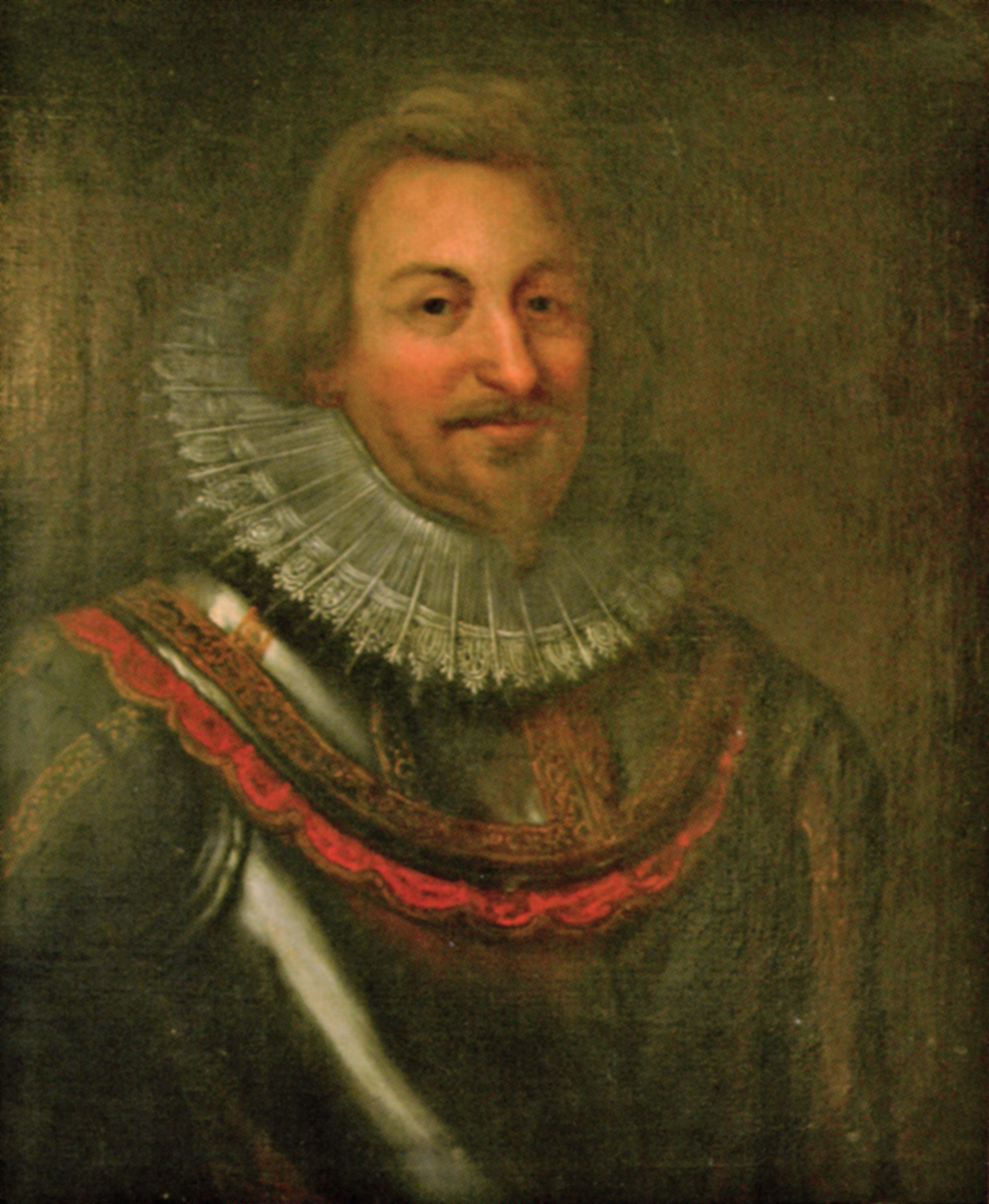
Мурхад Каррах (Мурроу) O’Браєн - останній король Томонду, перший граф Томонд(1543—1551).

Королі Томонду (ірл. - Rí Tuamhain) - Рі Туамайн, Рі Тувань - монархи, що правили королівством Томонд в час його існування у 1118 - 1543 роках. Вони були нащадками Браяна Борума, що був королем Манстеру та Верховним королем Ірландії. Королівство Манстер (Муму, Муман) розпалося у 1118 році на королівства Томонд та Десмонд. Королі Томонду належали до клану Дал г-Кайс, який ще був відомий як клан О’Бріан (О’Браєн, О’Браян). Протягом віків королі Томонду чинили опір англо-норманському завоюванню Ірландії, воювали за незалежність Ірландії, намагались об’єднати ірландські королівства і визволити ту частину Ірландії, що була окупована Англією, претендували на титул верховного короля Ірландії. Королі Томонду воювали з норманськими феодалами, в тому числі з графами де Клер. Крім того вели війну з іншими ірландськими кланами та королівствами. Зрештою, король Мурхад Каррах О’Бріан капітулював англійській армії Тюдорів і королівство Томонд було включене до так званого «Ірландського королівства», королем якого був король Англії. Король Томонду отримав титул графа Томонду та барона Інхіквін. Нині цими титулами володіє Конор Майлс Джон О’Браєн.

## Список монархів королівства Томонд
Вказані роки правління

### Королі з клану О’Бріан (1118 - 1277)
- Конхобар О’Бріан (ірл. - Conchobhar Ó Briain)  (1118 - 1142) - син Діармуйда О’Бріана. Пом. 1142 р.
- Тойрделбах мак Діармайда О’Бріан (ірл. - Toirdelbhach mac Diarmaida Ó Briain) (1142 - 1167) -  син Діармуйда О’Бріана. Пом. 1167 р.
- Муйрхертах мак Тойрделбах О’Бріан (ірл. - Muircheartach mac Toirdelbhach Ó Briain) (1167 - 1168) - син Тойрделбаха мак Діармайда О’Бріана. Пом. 1168 р.
- Домналл Великий О’Бріан (ірл. - Domhnall Mór Ó Briain) (1168 - 1194) - син Тойрделбаха мак Діармайда О’Бріана, одружений з Орлакан ні Мурхада (ірл. - Orlacan Ní Murchada). Пом. 1194 р.
- Муйрхертах Фінн О’Бріан (ірл. - Muircheartach Finn Ó Briain) (1194 - 1198, вдруге 1203 - 1210) - син Домналла Великого О’Бріана та Орлакан ні Мурхада. Пом. 1210 р.
- Конхобар Руад О’Бріан (ірл. - Conchobhar Ruadh Ó Briain) (1198 - 1203) - син Домналла Великого та Орлакан ні Мурхада. Пом. 1203 р.
- Доннхад Кайрпрех О’Бріан (ірл. - Donnchadh Cairprech Ó Briain) (1210 - 1242) - син Домналла Великого та Орлакан ні Мурхада. Пом. 1242 р.
- Конхобар на Суйдайне О’Бріан (ірл. - Conchobhar na Suidaine Ó Briain) (1242 - 1268) - син Доннхада Кайрпреха О’Бріана. Пом. 1268 р.
- Бріан Руад О’Бріан (ірл. - Brian Ruadh Ó Briain) (1268 - 1276, вдруге 1277) - син Конхобара на Суйдайне О’Бріана. Пом. 1277 р.

### Королі з клану Тадг О’Бріан. 1276 - 1311.
- Тойрделбах О’Бріан (ірл. - Toirdelbach Ó Briain) (1276 - 1306) - син Тадга Каела Ішке ОБріана (ірл. - Tadhg Cael Uisce Ó Briain). Пом. 1306 р.
- Доннхад мак Тойрделбах О’Бріан (ірл. - Donnchadh mac Toirdelbach Ó Briain) (1306 - 1311) - син Тойрделбаха О’Бріана. Пом. 1311 р.

### Королі з клану Бріан Руад О’Бріан. 1277 - 1284.
- Доннхад мак Бріан Руад О’Бріан (ірл. -  Donnchadh mac Brian Ruadh Ó Briain) (1277 - 1284) - претендент на трон, син Бріана Руада О’Бріана. Пом. 1284 р.

### Королі з клану Бріан Руад О’Бріан. 1311 - 1317.
- Діармуйд Клейрех О’Бріан (ірл. - Diarmuid Cléirech Ó Briain) (1311 - 1313) - син Доннхада мак Бріана Руада О’Бріана. Пом. 1313 р.
- Доннхад мак Домналл О’Бріан (ірл. - Donnchadh mac Domhnall Ó Briain) (1313 - 1317) - син Домналла мак Бріана Руада ОБріана та Майред нік Махгамна. Пом. 1317 р.

### Королі з клану Тадг О’Бріан. 1317 - 1343.
- Муйрхертах О’Бріан (ірл. - Muircheartach Ó Briain) (1317 - 1343) - син Тойрделбаха ОБріана. Одружився з Едайн нік Ґормайн (ірл. - Éadaoin Nic Gormáin). Мав з нею багато дітей. Пом. 1343 р.

### Королі з клану Бріан Руад О’Бріан. 1343 - 1350.
- Бріан Бан О’Бріан (ірл. - Brian Bán Ó Briain) (1343 - 1350) - син Домналла мак Бріана Руада ОБріана та Майред нік Махгамна. Пом. 1350 р.

### Королі з клану Тадґ О’Бріан. 1350 - 1543.
- Діармуйд мак Тойрделбах О’Бріан (ірл. - Diarmuid mac Toirdelbach Ó Briain) (1350 - 1360) - син Тойрделбаха О’Бріана. Пом. 1360 р.
- Махгамайн Манмайге О’Бріан (ірл. - Mathghamhain Maonmhaighe Ó Briain) (1360 - 1369) - син Муйрхертаха О’Бріана та Едайн нік Гормайн. Одружений з Уна ні Конхобайр. Пом. 1369 р.
- Бріан Шремах О’Бріан (ірл. - Brian Sreamhach Ó Briain) (1369 - 1400) - син Махгамайна Манмайге О’Бріана та Уна ні Конхобайр. Одружений з Слайне нік Кон Мара. Мав з нею багато дітей. Пом. 1400 р.
- Тойрделбах Мел О’Бріан (ірл. - Toirdelbhach Maol Ó Briain) (1375 - 1398) - Муйрхертаха О’Бріана та Едайн нік Гормайн. Пом. 1398 р.
- Конхобар мак Махгамна О’Бріан (ірл. - Conchobhar mac Mathghamhna Ó Briain) (1400 - 1426) - син Махгамайна Манмайге О’Бріана та Уна ні Конхобайр. Пом. 1426 р.
- Тадг ан Ґлеморе О’Бріан (ірл. - Tadhg an Glemore Ó Briain) (1426 - 1438) - син Бріана Шремаха О’Бріана та Слайне нік Кон Мара. Пом. 1438 р.
- Махгамайн Далл О’Бріан (ірл. - Mathghamhain Dall Ó Briain) (1438 - 1444) - син Бріана Шремаха О’Бріана та Слайне нік Кон Мара. Пом. 1444 р.
- Тойрделбах Боґ О’Бріан (ірл. - Toirdelbhach Bóg Ó Briain) (1444 - 1459) - син Бріана Шремаха О’Бріана та Слайне нік Кон Мара. Одружився з Катерін Бурке. Мав з наю багато дітей. Пом. 1459 р.
- Тадг ан Хомайд О’Бріан (ірл. - Tadhg an Chomhaid Ó Briain) (1459 - 1466) - син Тойрделбаха Боґа О’Бріана та Катерін Бурке. Одружився з Анабеллою Бурке. Мав з нею багато дітей. Пом. 1466 р.
- Доннхад мак Махгамна ОБріан (ірл. -  Donnchadh mac Mathghamhna Ó Briain) (1459 - 1461) - претендент на трон, син Махгамайна Далла О’Бріана. Пом. 1461 р.
- Конхобар на Шрона О’Бріан (ірл. - Conchobhar na Srona Ó Briain) (1466 - 1496) - син Тадга ан Хомайда О’Бріана. Пом. 1496 р.
- Тойрделбах Оґ О’Бріан (ірл. - Toirdelbhach Óg Ó Briain) (1496 - 1498) - син Тойрделбаха Боґа О’Бріана та Кетерін Бурке. Пом. 1498 р.
- Тойрделбах Донн О’Бріан (ірл. - Toirdelbhach Donn Ó Briain) (1498 - 1528) - син Тадга ан Хомайда О’Бріана та Анабелли Бурке. Одружився з Рагнайлт нік Кон Мара. Мав з нею багато дітей. Пом. 1528 р.
- Конхобар мак Тойрделбайг О’Бріан (ірл. - Conchobhar mac Toirdhealbaig Ó Briain) (1528 - 1539) - син Тойрделбаха Донна О’Бріана та Рагнайлт нік Кон Мара. Пом. 1539 р.
- Мурхад Каррах О'Бріан (ірл. - Murchadh Carrach Ó Briain) (1539 - 1543) - син Тойрделбаха Донна О’Бріана та Джоан ФітцМауріс. Пом. 1551 р.